# Ioannis Pilavakis
Ioannis Pilavakis –en griego, Ιωάννης Πιλαβάκης– (9 de agosto de 1994) es un deportista chipriota que compitió en taekwondo. Ganó una medalla de bronce en el Campeonato Europeo de Taekwondo de 2014, en la categoría de –63 kg.

## Palmarés internacional
| Campeonato Europeo | Campeonato Europeo | Campeonato Europeo | Campeonato Europeo |
| Año                | Lugar              | Medalla            | Categoría          |
| ------------------ | ------------------ | ------------------ | ------------------ |
| 2014               | Bakú (Azerbaiyán)  | Medalla de bronce  | –63 kg             |